# Näckmansgrund
Näckmansgrund (estniska: Hiiu madal) är ett grund i Östersjön utanför Dagös nordvästra kust i Estland. Det ligger i Dagö kommun i landskapet Hiiumaa (Dagö), i den västra delen av landet, 150 km väster om huvudstaden Tallinn. 
Näckmansgrund ligger 10 km nordväst om Ninaots på Dagö, 19 km sydväst om Dagös nordspets Simpernäs och 17 km nordöst om Dagös västra udde Dagerort.
Undervattensbanken är 9 km lång och 5,5 km bred. De grundaste partierna är bara 1,2 meter djupa. På grund av dess farlighet för sjöfarten in mot Finska viken placerade ryska myndigheter fyrskeppet Nekmangrund på platsen. Fyrskeppet är nu vrak vid grundet.